# دنیل فرناندس (بازیکن هندبال)
دنیل فرناندس (اسپانیایی: Daniel Fernández‎؛ زادهٔ ۲۸ مارس ۲۰۰۱) بازیکن هندبال اهل اسپانیا است.